# 桑德芒特 (阿拉巴馬州)
桑德芒特（英語：-{Sand 
Mountain}-）是一個位於美國阿拉巴馬州比伯縣的非建制地區。該地的面積和人口皆未知。

## 地理
桑德芒特的座標為32°51′17″N 86°54′45″W / 32.854722°N 86.912555°W，而該地最高點為海拔高度156米（即512英尺）。